# مجمع لندن للذهب
مجمع لندن للذهب (بالإنجليزية: London Gold Pool)‏ هو لتجميع احتياطي الذهب من قبل مجموعة من ثمانية بنوك مركزية في الولايات المتحدة وسبع دول أوروبية، حيث وافقوا في 1 نوفمبر من عام 1961 على التعاون للحفاظ على نظام بريتون وودز لسعر الصرف الثابت للعملات القابلة للتحويل والدفاع عن سعرالذهب البالغ 35 دولارًا أَمْرِيكِيًّا للأونصة من خلال التدخلات في سوق لندن للذهب.
شاركت البنوك المركزية أساليب متناسقة لمبيعات الذهب لموازنة الارتفاعات الحادة في سعرالسوق للذهب على النحو الذي حدده تثبيت سعر الذهب بحلول صباح لندن أثناء شراء الذهب وانخفاض السعر. قامت الولايات المتحدة بتقديم 50% من امدادات الذهب المطلوبة للبيع. كانت ضوابط الأسعار ناجحة لمدة ست سنوات حتى أصبح النظام غير عملي وقد كان سعرالذهب الثابت منخفضًا للغاية، وبعد التغيرات السريعة لسعر الذهب التي أثرت على الجنيه البريطاني والدولار الأمريكي، قررت فرنسا الانسحاب من المجمع مما أدى إلى إنهيار مجمع لندن للذهب في مارس عام 1968.
أعقبت ضوابط مجمع الذهب في لندن محاولة لقمع سعر الذهب بنظام من مستويين من الصرف الرسمي ومعاملات السوق المفتوحة، ولكن هذه الواجهة الذهبية انهارت في عام 1971 مع صدمة نيكسون التي نتج عنها انتعاش سوق الذهب الذي شهد ارتفاع سريع لسعر الذهب يقدر ب 850 دولاراً في عام 1980.

## تنظيم أسعار الذهب
في يوليو عام 1944 وقبل انتهاء الحرب العالمية الثانية، اجتمع مفوضون من 44 دولة من حلفاء الحرب العالمية الثانية في بريتونوودز ونيوهامبشير والولايات المتحدة، لإعادة تأسيس وتنظيم النظام العالمي المالي.
وأسفر الاجتماع على تأسيس صندوق النقد الدولي (ص.ن.د) والبنك الدولي للإنشاء والتعمير (ب.د.إ.ت)، وأعقبتها جهود أخرى لإعادة الإعمار بعد الحرب، مثل إنشاء الاتفاقية العامة للتعريفة الجمركية والتجارة ( جات).
كُلِف صندوق النقد الدولي بصيانة نظام سعر الصرف للعملات الدولية حيث أصبح يعرف باسم نظام بريتون وودز.
حُدِد عائد ثابت لسوق العملات الأجنبية، ولكن سمح بالتسوية عند الحاجة لذلك و‌لتحويل العملات المطلوبة. لهذا الغرض، فإن جميع العملات تكون مدعومة ماديً عن طريق احتياطيات الذهب أو العملات القابلة للتحويل إلى ذهب. أُعتُرِف بدولار الولايات المتحدة في العالم بأنه احتياطي العملة كعملة رسمية في النظام. كان سعر أوقية من الذهب مرتبط ب35 دولاراً أمريكياً. هذه الاتفاقية لم تؤثر على الاسواق العالمية المستقلة أو الإقليمية التي كانت تداول الذهب كسلعة معدنية ثمينة ولا يزال سوق الذهب مفتوحاً. لكي يظل نظام بريتون وودز فعالاً، يجب أن يكون الدولار قابلاً للتعديل إلى الذهب، أو يجب الحفاظ على استقرار سعر السوق الحر للذهب بالقرب من سعر الصرف الأجنبي الرسمي البالغ 35 دولارًا. تعرف الواجهة الذهبية بأنها أكبر فجوة بين السوق الحرة لأسعار الذهب وسعر الصرف للعملات الأجنبية حيث كانت أكثر جذباً للأمم لكي تتعامل مع أزمات الدخل الاقتصادي عن طريق شراء الذهب بسعر بريتون وودز وبيعه في أسواق الذهب.
تحدى نظام بريتون وودز العديد من الأزمات مع تقدم الانتعاش الاقتصادي بعد الحرب والتجارة الدولية وارتفع احتياطي النقد الأجنبي، في حين أن إمدادات الذهب ارتفعت بشكل هامشي فقط في فترة الركود عام 1950، كان على الولايات المتحدة تحويل كميات هائلة من الذهب، وعانى نظام بريتون وودزمن أعطالاً متزايدة بسبب اختلال المدفوعات الأمريكية.
بعد استيراد حصص النفط ولم تكن القيود المفروضة على تدفقات التجارة كافية، بحلول عام 1960 بدأت الجهود تستهدف الحفاظ على نظام بريتون وودز وفرضت الولايات المتحدة قيمة 35 دولاراً لكل أونصة ذهب. في أواخر عام 1960، وسط مناقشة الانتخابات الرئاسية الأمريكية أدى ذعر شراء الذهب إلى ارتفاع في الأسعار إلى أكثر من 40 دولاراً أمريكياً للأوقية، مما تسبب في الاتفاقات بين الاحتياطي الفيدرالي الأمريكي و‌بنك إنجلترا لتحقيق استقرار الأسعار من خلال تخصيص بيع إمدادات الذهب الكبيرة التي يحتفظ بها بنك إنجلترا. بحثت الولايات المتحدة عن الوسائل المطلوبة لإنهاء استنزاف احتياطاتها من الذهب.
اتفقت ثماني دول في نوفمبر عام 1961 على نظام ينظم سعر الذهب والدفاع عن 35 دولار لكل أونصة من خلال إجراءات تستهدف بيع وشراء الذهب في جميع أسواق العالم. لهذا الغرض فأن كل دولة قدمت مساهمة من المعادن الثمينة لمجمع الذهب في لندن، بقيادة الولايات المتحدة تعهدت أن تتناسب مع جميع المساهمات الأخرى على أساس واحد لواحد، وبالتالي فإن مساهمة المجمع تقدر ب%50.

## مساهمات الأعضاء
المساهمة المبدائية لأعضاء مجمع لندن للذهب بالأطنان (ما يعادلها بالدولار الأمريكي) في مجمع الذهب هي:
| البلد            | المشاركة | المبلغ (حسب الوزن) | القيمة  |
| ---------------- | -------- | ------------------ | ------- |
| الولايات المتحدة | 50%      | 120 طن             | $135 مم |
| ألمانيا          | 11%      | 27 طن              | $30 مم  |
| المملكة المتحدة  | 9%       | 22 طن              | $25 مم  |
| فرنسا            | 9%       | 22 طن              | $25 مم  |
| إيطاليا          | 9%       | 22 طن              | $25 مم  |
| بلجيكا           | 4%       | 9 طن               | $10 مم  |
| هولندا           | 4%       | 9 طن               | $10 مم  |
| سويسرا           | 4%       | 9 طن               | $10 مم  |

## انهيار
بحلول عام 1965 كان المجمع غير قادر بشكل متزايد على تحقيق التوازن في تدفق احتياطيات الذهب مع عمليات إعادة الشراء. أدى التضخم المفرط في المعروض النقدي الأمريكي والجزئي لتمويل حرب فيتنام، إلى عدم قدرة الولايات المتحدة لاستبدال الدولارات الأجنبية إلى ذهب، لأن احتياطيات الذهب لم تنمي العلاقة في العالم، وارتفع العجزإلى 3 مليارات دولار أمريكي. وهكذا تعرض مجمع الذهب في لندن لضغوط متزايدة من الفشل، مما تسبب لإعلان فرنسا الانسحاب من الاتفاقيات في يونيوعام 1967 ونقل كميات كبيرة من الذهب من نيويورك إلى باريس.
كان تخفيض قيمة العملة البريطانية عام 1967، وتلاه تهافت على الذهب وهجوم على الجنيه الإسترليني ؛ أحد الأسباب النهائية لانهيار ترتيبات التجميع. بحلول ربيع عام 1968، «كان النظام المالي الدولي يتجه نحو أزمة أكثر خطورة من أي أزمة أخرى منذ عام 1931.»
على الرغم من دعم السياسة وجهود السوق من قبل الولايات المتحدة، أجبر الهجوم في عام 1967 على الباوند البريطاني والتهافت على الذهب، الحكومة البريطانية على خفض قيمة الجنيه في 18 نوفمبر 1967 لتصل إلى 14.3%. وضعت الولايات المتحدة المزيد من التدابير الاحتياطية لتفادي استمرار العمل على الذهب والهجمات على الدولار الأمريكي. في 14 مارس 1968، مساء الخميس، طلبت الولايات المتحدة من الحكومة البريطانية أن تكون أسواق لندن للذهب مغلقة في اليوم التالي لمواجهة الطلب الكثيف على الذهب. أُعلِن عن تخصيص يوم الجمعة (15 مارس) يوم عطلة رسمية في إنجلترا من قبل الملكة بناءً على التماس من مجلس العموم، ومن المقرر عقد المؤتمر في عطلة نهاية الأسبوع في واشنطن للنظر في الوضع النقدي الدولي والتوصل إلى قرار بشأن سياسة الذهب المستقبلية. قادت أحداث نهاية الأسبوع لإلغاء الكونغرس الولايات المتحدة على شرط احتياطي الذهب لدعم العملة الأمريكية اعتباراً من يوم الإثنين 18 مارس 1968. بقي سوق الذهب في لندن مغلق لمدة أسبوعين، مع ارتفاع أسعار الذهب واصلت الأسواق في دول أخرى تداولاتها. مما أدى ذلك إلى انتهاء مجمع الذهب في لندن.
كردّة فعل على إغلاق مؤقت لسوق ذهب لندن في مارس عام 1968 وعدم الاستقرار الناتج عن أسواق الذهب والأنظمة المالية بشكل عام، تصرفت البنوك السويسرية على الفور لتقليل الآثار على النظام المصرفي السويسري من خلال إنشاء منظمة تداول الذهب، مجمع زيوريخ للذهب، مما ساعد في تأسيس زيوريخ كموقع تجاري رئيسي للذهب.

## الواجهة الذهبية

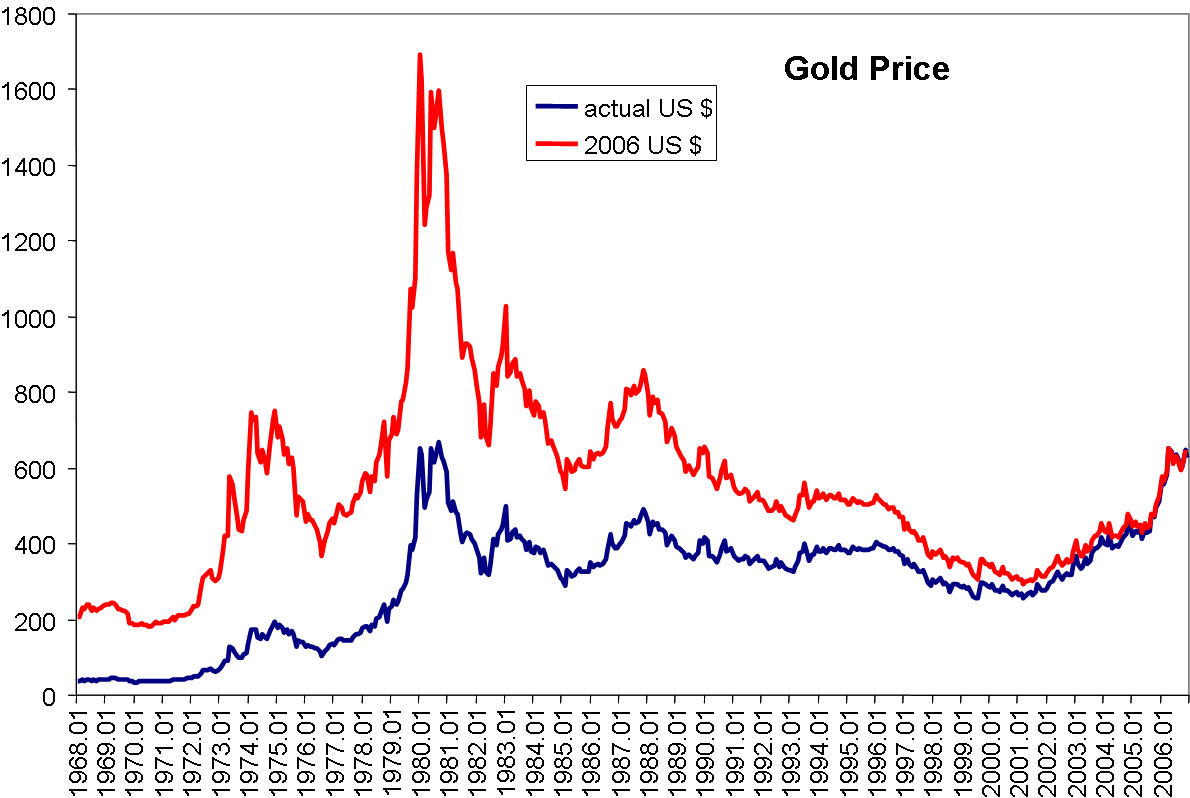
أسعار سوق الذهب الصاعدة وتراجعها بعد انهيار مجمع لندن للذهب في عام 1968 (بالدولار الأمريكي الاسمي وتعديل التضخم بالدولار الأمريكي / أونصة)

أجبر انهيار سياسة مجمع الذهب الرسمية من المحافظة على نظام سوق ذو مستويين ينص على معيار سعر صرف رسمي بقيمة 35 دولارأمريكي، في حين يسمح أيضاً بمعاملات السوق المفتوحة للمعدن. على الرغم من أن أعضاء مجمع الذهب رفضوا تجارة الذهب مع الأشخاص العاديين، وتعهدت الولايات المتحدة بتعليق مبيعات الذهب إلى الحكومات التي تتاجر في الأسواق الخاصة، خلق هذا الأمر فرصة مفتوحة لبعض المشاركين في السوق إلى استغلال واجهة الذهب عن طريق تحويل احتياطي العملة إلى ذهب وبيع المعدن في أسواق الذهب بمعدلات أعلى.
وسط تسارع التضخم في الولايات المتحدة، انهارهذا الوضع غير المستدام في مايو عام 1971 عندما كانت ألمانيا الغربية أول من سحب دعم الدولار وتخلى رسمياً عن اتفاقات بريتون وودز، الأمر الذي أدى إلى الانخفاض السريع في قيمة الدولار. تحت ضغط المضاربة بالعملات، أعلنت سويسرا الانسحاب في أغسطس مع 50 مليون دولار من مشتريات الذهب، وحذت فرنسا حذوها بمعدل 191 مليون دولار. أدى ذلك لوصول احتياطي الذهب الأمريكي إلى أدنى مستوى له منذ عام 1938.
ردت الولايات المتحدة، بقيادة الرئيس ريتشارد نيكسون، بقوة لإنهاء دوامة التضخم، وبشكل أحادي دون التشاور مع القادة الدوليين، ألغت قابلية التحويل المباشر لدولار الولايات المتحدة إلى الذهب في سلسلة من الإجراءات المعروفة باسم صدمة نيكسون.
أشعلت أحداث عام 1971 بداية السوق الصاعد للذهب وبلغ ارتفاع السعر ذروته إلى 850 دولارًا أَمْرِيكِيًّا في ينايرعام 1980.

## قراءة المزيد
- مايكل بوردو، م..،مونيت، إ.،&نيف، ا..(2019). مجمع الذهب (1961-1968) و سقوط نظام بريتون وودز: دروس البنك المركزي التعاون. مجلة التاريخ الاقتصادي, 79(4), 1027-1059.
- معارك الذهب خلال الحرب الباردة (PDF) عن طريق فرانسيس جي غافن (2002)

## وصلات خارجية
- نظام الاحتياطي الفيدرالي - السياسة النقدية
- ما هو معيار الذهب? جامعة آيوا مركز التمويل الدولي والتنمية
- الاستقرار المالي الدولي (PDF) عن طريق مايكل دولي، دكتوراه، ديفيد Folkerts-لانداو بيتر غاربر، دويتشه بنك (تشرين الأول / أكتوبر 2005)
- HL ديب 21 تشرين الثاني / نوفمبر 1967 المجلد 286 cc904-1036, انخفاض قيمة الجنيه الاسترليني، مجلس العموم واللوردات الجلوس